# Lundsbrunn
Lundsbrunn est une localité de la commune de Götene dans le comté de Västra Götaland en Suède.
Sa population était de 887 habitants en 2019.